# Kazimierz Simm
Kazimierz Jan Simm (ur. 9 stycznia 1884 w Tarnowie, zm. 24 września 1955 w Poznaniu) – polski zoolog, entomolog i spongiolog.

## Życiorys
Absolwent gimnazjum w Tarnowie, które ukończył z odznaczeniem. W latach 1904–1909 odbył studia na Wydziale Filozoficznym Uniwersytetu Jagiellońskiego w Krakowie, które ukończył egzaminem dla nauczycieli. W następnych latach, do 1919 r., pracował w Katedrze Zoologii UJ pod kierunkiem prof. Antoniego Wierzejskiego. Zajmował się m.in. fauną wód słodkowodnych – z czasem został najwybitniejszym w Polsce znawcą gąbek słodkowodnych.
Od 1920 r. pracował jako profesor nowo powołanej Akademii Rolniczej w Bydgoszczy. Po jej przeniesieniu do Cieszyna i zmianie nazwy, w latach 1922–1937 był profesorem zoologii w Wyższej Szkole Gospodarstwa Wiejskiego w Cieszynie. Wykładał tam zoologię, biologię, entomologię, genetykę i ochronę roślin przed szkodnikami. W tym czasie specjalizował się w entomologii stosowanej, ze szczególnym uwzględnieniem szkodników rolniczych. W międzyczasie w 1926 habilitował się na Uniwersytecie Jagiellońskim. Od 1937 był profesorem zoologii na Wydziale Matematyczno-Przyrodniczym Uniwersytetu Poznańskiego. Lata II wojny spędził w Krakowie. Po wojnie powrócił na uniwersytet do Poznania.

## Dorobek naukowy
Był autorem blisko 50 prac naukowych, ponad 50 publikacji popularnonaukowych i publicystycznych. W latach 1924–1926 był redaktorem wychodzącego w Cieszynie i wysoko ocenianego miesięcznika „Przyrodnik”. Opublikował także dwa dwutomowe podręczniki akademickie: pierwszą w Polsce „Entomologię” (1924–1925) i „Zoologię” (1948–1949).
W czasie pobytu w Cieszynie pracę naukową i dydaktyczną łączył z poznawaniem uroków Pogórza Cieszyńskiego i Beskidu Śląskiego. Został członkiem cieszyńskiego Oddziału PTT „Beskid Śląski”. Kierował w nim m.in. oddziałową Komisją Ochrony Przyrody. W tym czasie zwrócił uwagę na potrzebę ochrony walorów przyrodniczych tych terenów. W artykułach, zamieszczanych również w wydawnictwach turystycznych, apelował m.in. o utworzenie rezerwatu przyrody na Baraniej Górze oraz o objęcie ochroną cisów i dorodnych paklonów w rejonie Tułu. To on również w 1924 r. zaproponował dla hacquetii polską nazwę – cieszynianka wiosenna – dla zaznaczenia, że w okolicach Cieszyna ten gatunek rośliny występuje w Polsce najliczniej.

## Członkostwo
- Członek Komisji Fizjgraficznej PAU;
- Członek Komisji Współpracy w Ochronie Roślin MriRR;
- Przewodniczący Komisji Biologicznej PTPN;
- Przewodniczący Państwowej Rady Ochrony Przyrody;
- Członek Komisji Słownictwa Biologicznego przy Wydziale II Polskiej Akademii Nauk.

## Wybrane publikacje
- Muzeum przyrodnicze, wskazówki do sporządzania i konserwowania zbiorów przyrodniczych. Wyd. B. Kotula, Cieszyn 1924;
- Hacquetia Epipactis w okolicy Cieszyna, w: "Ochrona Przyrody" 1924, z. 4;
- Entomologja, Cz. 1. Wyd. Ks. „Kresy”, Cieszyn 1924;
- Entomologja, Cz. 2: Przegląd systematyczny z szczególnem uwzględnieniem szkodników rolniczych. Wyd. Ks. „Kresy”, Cieszyn 1925;
- O cisach cieszyńskich, w: „I. Rocznik Oddziału Polskiego Towarzystwa Tatrzańskiego «Beskid Śląski» w Cieszynie”, Cieszyn 1930;
- O przyrodzie Beskidu Śląskiego, w: „Wierchy” 1931, R. 9;
- Przyroda Beskidu Śląskiego, w: „II. Rocznik Oddziału Polskiego Towarzystwa Tatrzańskiego «Beskid Śląski» w Cieszynie”, Cieszyn 1931;
- Turystyka a ochrona przyrody, w: „III. Rocznik Oddziału Polskiego Towarzystwa Tatrzańskiego «Beskid Śląski» w Cieszynie”, Cieszyn 1932;
- Osobliwość dendrologiczna Beskidu Śląskiego (paklony - przyp. aut.), w: „IV. Rocznik Oddziału Polskiego Towarzystwa Tatrzańskiego «Beskid Śląski» w Cieszynie”, Cieszyn 1933;
- Zoologia dla przyrodników i rolników, t. I Poznań 1948;
- Zoologia dla przyrodników i rolników, t. II Poznań 1949;
- Zwierzęce szkodniki Muzeów. Wyd. Związek Muzeów w Polsce, Kraków 1949;
- Gąbki Porifera, Wyd. Państwowe Wydawnictwo Naukowe, Warszawa 1953;
- Gąbki słodkowodne. Z 22 rysunkami w tekście. /Popularne Monografie Zoologiczne Nr 9/, Wyd. Państwowe Wydawnictwo Naukowe, Warszawa 1960 (oprac.)